# Volče (gmina Tolmin)
Volče – wieś w Słowenii, w gminie Tolmin. W 2018 roku liczyła 577 mieszkańców.